# Étoile de l'Océan Indien
L'Étoile de l'Océan Indien est une compétition sportive de cyclisme sur route organisée en juillet sur l'île de La Réunion, dans le sud-ouest de l'océan Indien. Cette course à étapes commence à Saint-Paul, dure cinq jours et s'achève dans la même ville. 
L'édition 2006 est marquée par la participation d'Armand de Las Cuevas, qui remporte trois étapes.
L'édition 2010 est remportée par le Réunionnais Christophe Boyer.

## Palmarès
| Année     | Vainqueur                   | Deuxième          | Troisième        |
| --------- | --------------------------- | ----------------- | ---------------- |
| 2002      | David Thérincourt           |                   |                  |
| 2003      | Nicolas Rivière             |                   |                  |
| 2004      | Mathieu Alba                |                   |                  |
| 2005      | Mike Férrère                | Samuel Bernard    | Stéphane Lucilly |
| 2006      | Richard Baret               | Ludovic Babef     | Stéphane Sidat   |
| 2007      | Johann Rabie                |                   |                  |
| 2008      | Jean-Denis Armand           |                   |                  |
| 2009      | Ludovic Babef               |                   |                  |
| 2010      | Christophe Boyer            |                   |                  |
| 2011      | Stéphane Lucilly            |                   |                  |
| 2012      | Mitchell Lovelock-Fay       |                   |                  |
| 2013      | Franck-Alexandre Parmentier | Christophe Boyer  | Romain Jean      |
| 2014      | Sébastien Elma              | Jean-Denis Armand |                  |
| 2015      | Bryan Maillot               | Gilles Fontaine   | Paul Rivière     |
| 2016      | Gilles Fontaine             | Paul Rivière      | Julien Maillot   |
| 2017      | Paul Rivière                | Emmanuel Chamand  | Arthur Vatel     |
| 2018      | Rémi Sarreboubée            | Jérôme Paniandy   | Lionel Fontaine  |
| 2019      | Aurélien Payet              | Julien Florance   | Adriano Azor     |
| 2020-2021 | Pas organisé                |                   |                  |
| 2022      | Emmanuel Chamand            | Sébastien Elma    | Paul Rivière     |
| 2023      | Paul Rivière                |                   |                  |